# Gilles Dominique de Boisgelin de Kerdu
Gilles-Dominique Jean Marie de Boisgelin de Kerdu, né le 18 août 1753 au Manoir de la Ville-balin à Plélo (Duché de Bretagne), mort guillotiné le 3 juillet 1794 à Paris, est un général de brigade de la Révolution française.

## États de service
Il entre au service comme sous-lieutenant au régiment des Gardes-Lorraines le 28 mars 1766, il devient capitaine au régiment Royal-Piémont cavalerie, puis colonel du régiment de Forez le 7 août 1778. Il est fait chevalier de Saint-Louis en 1784.
Le 1er mars 1788, il commande le régiment de Béarn qui deviendra le 15e régiment d'infanterie de ligne ci-devant Béarn, au Havre et il est promu maréchal de camp le 30 juin 1791.
Firmin-Didot dans sa "Nouvelle Biographie Générale", fait remarquer qu'il sut maintenir la plus exacte discipline dans le régiment de Béarn, anciennement régiment de Boisgelin, lorsque la révolution éclate.
En 1792, il refuse de servir sous Luckner. Il est suspendu, arrêté et emprisonné au palais du Luxembourg. Il est condamné à mort et guillotiné le 3 juillet 1794. Il est inhumé à Paris dans le 12e arrondissement au cimetière de Picpus, dans l’enclos des Martyrs.

## Sources
- Histoire de l’armée – infanterie – le 15e Régiment d’infanterie de ligne.
- Gilles-Dominique Jean Marie de Boisgelin de Kerdu sur geneanet
- Gilles-Dominique Jean Marie de Boisgelin de Kerdu sur roglo.eu
- Alex Mazas, Histoire de l'ordre royal et Militaire de Saint-Louis depuis son institution, jusqu'en 1830, Tome 2, Firmin Didot frère, Paris, 1860, p. 363.